# Osmanoğlu család

Az Oszmán Birodalom címere

Az Osmanoğlu család az Oszmán dinasztia egyik ága. 1924-ben az Osmanoğlu család tagjait száműzetésbe kényszerítették. Leszármazottaik ma számos országban élnek Európában, valamint az Egyesült Államokban, a Közel-Keleten, és mivel megkapták a lehetőséget, hogy visszatérjenek szülőhazájukba, sokan már Törökországban is. A dinasztia női tagjai 1951 után, a férfi tagjai pedig 1973 után térhettek vissza. A család az Osmanoğlu vezetéknevet vette fel, ami az "Osman fia" jelentéssel bír.

Az Osmanoğlu család

## Az Osmanoğlu család vezetői 1922 óta
| A családfő | A családfő                    | A családfő           | A családfő           | A családfő                                                         |
| ---------- | ----------------------------- | -------------------- | -------------------- | ------------------------------------------------------------------ |
| 1.         | II. Abdul-Medzsid (1868-1944) | 1926. május 16.      | 1944. augusztus 23.  | az utolsó oszmán kalifa, VI. Mehmed unokatestvére                  |
| 2.         | Ahmed Nihad (1883-1954)       | 1944. augusztus 23.  | 1954. június 4.      | V. Murád oszmán szultán unokája.                                   |
| 3.         | Osman Fuad (1895-1973)        | 1954. június 4.      | 1973. május 19.      | V. Murád oszmán szultán unokája. Ahmed Nihab öccse.                |
| 4.         | Mehmed Abdulaziz (1901-1977)  | 1973. május 19.      | 1977. január 19.     | Abdul-Aziz oszmán szultán unokája.                                 |
| 5.         | Ali Vasib (1903-1983)         | 1977. január 19.     | 1983. december 9.    | Ahmed Nihab fia. V. Murád dédunokája.                              |
| 6.         | Mehmed Orhan (1909-1994)      | 1983. december 9.    | 1994. március 12.    | II. Abdul-Hamid oszmán szultán unokája.                            |
| 7.         | Ertuğrul Osman (1912-2009)    | 1994. március 12.    | 2009. szeptember 23. | II. Abdul-Hamid oszmán szultán unokája. Az utolsó oszmán herceg.   |
| 8.         | Osman Bayezid (1924-2017)     | 2009. szeptember 23. | 2017. január 6.      | I. Abdul-Medzsid oszmán szultán dédunokája.                        |
| 9.         | Dündar Ali Osman (1930-2021)  | 2017. január 6.      | 2021. január 18.     | II. Abdul-Hamid oszmán szultán dédunokája.                         |
| 10.        | Harun Osman (1932)            | 2021. január 18.     | jelenleg is          | II. Abdul-Hamid oszmán szultán dédunokája. Dündar Ali Osman öccse. |

## Az Oszmán család iránti érdeklődés újjáéledése
A 21. század fordulója óta egyre nagyobb az érdeklődés az oszmán család élő tagjai iránt Törökországon belül és külföldön egyaránt.
2006-ban a családtagok a Dolmabahçe-palotában találkoztak a TRT (Török Rádió és Televízió Társaság) által készített Osmanoğlu'nun Sürgünü (Az oszmánok száműzetése) című dokumentumfilm bemutatására. Ez a dokumentumfilm az oszmán család tagjainak történeteit követte nyomon, akik 1924-ben, a Török Köztársaság megalakulása és az Oszmán Kalifátus felszámolása után száműzetésbe vonultak. Ezután utódaik történeteit követi, akik ma Törökországban, Európában, Indiában és Észak-Amerikában, valamint az egész Közel-Keleten élnek. Az eseményről szóló kiterjedt tudósítás és a dokumentumfilm-sorozat sikere drámaian növelte a császári család ismertségét.
A The New York Times szerint a történészek azt mondták, hogy az Ertuğrul Osman császári herceg 2009. szeptemberi temetésén tanúsított tisztelet „az Oszmán Birodalom rehabilitációjának alapvető pillanata volt”.
Az Oszmán Birodalomról szóló Payitaht Abdulhamid című történelmi televíziós sorozat népszerűsége az elmúlt években jelentősen megnőtt Törökországban, és az Erdoğan vezette török kormány nosztalgiát váltott ki az egykori birodalom nagysága iránt, amelyet néha „neo-oszmánizmusként” is emlegetnek.

## Török állampolgárság
A császári oszmán család minden magas rangú tagját kivétel nélkül száműzték 1924-ben. Legtöbbjük korábban soha nem hagyta el szülőföldjét, és mindannyian külföldön kényszerültek új életet kezdeni. A család a Sirkeci pályaudvarról indult, és szétszóródott Európában, az Egyesült Államokban, a Közel-Keleten és Ázsiában. A száműzetésben a család szegénységben élt. Amikor az egykori oszmán szultán, VI. Mehmed , Sanremóban telepedett le, a család számos tagja Dél-Franciaországban gyűlt össze. A Török Köztársaság kiállította a száműzött oszmán családtagok úti okmányait, de azok csak egy évig voltak érvényesek. Ezért 1925-ben a család tagjai már nem utazhattak. A száműzetés 1974-es feloldása óta eltelt években az oszmán család számos tagja kapott török állampolgárságot és török útlevéllel.